# NÖ Open
Il NÖ Open, noto anche come NÖ Open powered by EVN per motivi di sponsorizzazione, è un torneo professionistico di tennis giocato sulla terra rossa che fa parte dell'ATP Challenger Tour. Si disputa annualmente a partire dal 2021 al Tennisclub Tulln di Tulln an der Donau, nello stato federato austriaco del Niederösterreich. La prima edizione del 2021 aveva un montepremi di 88 520 euro, nella categoria Challenger 100, ed è il terzo più importante evento tennistico in Austria dopo i tornei dell'ATP Tour di Vienna e Kitzbühel.

## Albo d'oro

### Singolare
| Anno | Campione      | Finalista      | Punteggio      |
| ---- | ------------- | -------------- | -------------- |
| 2024 | Jan Choinski  | Lukas Neumayer | 6–4, 6–1       |
| 2023 | Vít Kopřiva   | Sumit Nagal    | 6–2, 6–4       |
| 2022 | Jozef Kovalík | Jelle Sels     | 7–6(6), 7–6(3) |
| 2021 | Mats Moraing  | Hugo Gaston    | 6–2, 6–1       |

### Doppio
| Anno | Campioni                      | Finalisti                          | Punteggio        |
| ---- | ----------------------------- | ---------------------------------- | ---------------- |
| 2024 | Miloš Karol Vitaliy Sachko    | Karol Drzewiecki Piotr Matuszewski | 6–4, 2–6, [11–9] |
| 2023 | Zdeněk Kolář Blaž Rola        | Piotr Matuszewski Kai Wehnelt      | 6–4, 4–6, [10–6] |
| 2022 | Alexander Erler Lucas Miedler | Zdeněk Kolář Denys Molčanov        | 6–3, 6–4         |
| 2021 | Dustin Brown Andrea Vavassori | Rafael Matos Felipe Meligeni Alves | 7–6(5), 6–1      |